# BR-381
A BR-381 é uma rodovia federal brasileira que se inicia na cidade de São Mateus, Espírito Santo, no entroncamento com a BR-101, chegando até a cidade de São Paulo, no entroncamento com a BR-116 (Rodovia Presidente Dutra). Possui ao todo 1185,2 quilômetros, dos quais 93,6 são em São Paulo, 943,9 em Minas Gerais e 147,7 no Espírito Santo. O trecho compreendido entre Belo Horizonte e São Paulo é denominado Rodovia Fernão Dias.
O trecho que liga os estados de Minas Gerais e Espírito Santo, é também considerado um dos trechos rodoviários mais perigosos do Brasil, devido ao seu traçado extremamente sinuoso, diariamente ocasionando acidentes. 
Em terras capixabas, a concessão da rodovia foi dada ao governo do estado, sendo, nesse estado, denominada ES-381. Ainda no Espírito Santo, o trecho de 64 quilômetros entre as cidades de São Mateus e Nova Venécia recebe o nome de Miguel Curry Carneiro e corresponde ao antigo leito de uma extinta ferrovia local, a Estrada de Ferro São Mateus. 

## Duplicações
Em 2002, após 8 anos de obras, foi entregue a duplicação dos 562 km do trecho conhecido como Rodovia Fernão Dias, entre Belo Horizonte e São Paulo.
Em 2022, foi criado um projeto para outorgar parte da BR-381 à iniciativa privada, com a intenção de duplicar 215 km entre Belo Horizonte, Ipatinga e Novo Oriente de Minas.

## Principais municípios cortados pela BR-381

### São Paulo
- São Paulo
- Guarulhos
- Mairiporã
- Atibaia
- Bragança Paulista
- Vargem

### Minas Gerais

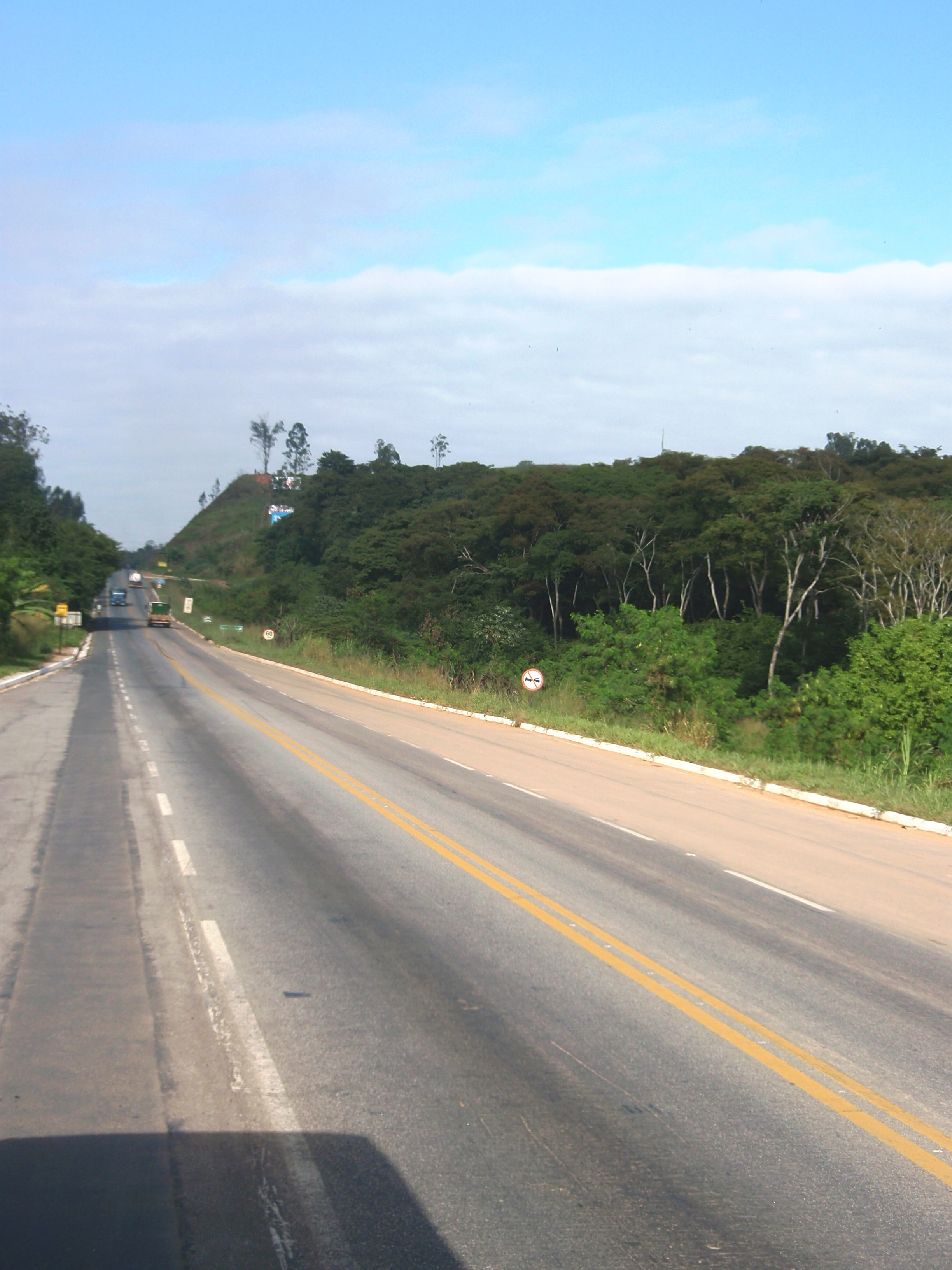
Trecho da BR-381 em Santana do Paraíso, na Região Metropolitana do Vale do Aço.

- Extrema
- Itapeva
- Camanducaia
- Cambuí
- Estiva
- Pouso Alegre
- São Sebastião da Bela Vista
- Careaçu
- São Gonçalo do Sapucaí
- Campanha
- Três Corações
- Varginha
- Carmo da Cachoeira
- Nepomuceno
- Lavras
- Ribeirão Vermelho
- Perdões
- Santo Antônio do Amparo
- Oliveira
- Carmópolis de Minas
- Itaguara
- Itatiaiuçu
- Rio Manso
- Brumadinho
- Igarapé
- São Joaquim de Bicas
- Betim
- Contagem
- Belo Horizonte
- Santa Luzia
- Sabará
- Caeté
- Nova União
- Bom Jesus do Amparo
- Barão de Cocais
- São Gonçalo do Rio Abaixo
- João Monlevade
- Bela Vista de Minas
- Nova Era
- Antônio Dias
- Jaguaraçu
- Timóteo
- Coronel Fabriciano
- Ipatinga
- Santana do Paraíso
- Belo Oriente
- Naque
- Periquito
- Governador Valadares
- Galileia
- Divino das Laranjeiras
- Central de Minas
- São João do Manteninha
- Mantena

### Espírito Santo
- Barra de São Francisco
- Nova Venécia
- São Mateus